# 日本デジタルゲーム学会
日本デジタルゲーム学会（にほんデジタルゲームがっかい、Digital Games Research Association Japan）は、フィンランドに本部を置く非営利団体DiGRAの日本支部である。通称DiGRA JAPAN。デジタルゲームに関する学術的な研究を行う学会として2006年4月に発足した。2016年4月現在の会長は東京工芸大学の岩谷徹教授。
ゲームの悪影響論、ゲームデザイン論、産業論、技術、シナリオ等、デジタルゲームに関する幅広い研究を扱う。主な活動は、会誌の発行、月例研究会・公開講座の開催、研究部会(SIG)など。特定の分野に絞った研究は研究部会(SIG)で行われる。
なお、関西を中心として活動しているゲーム学会（GAS、Game Amusument Society）は、無関係の別組織である。

## 沿革
- 2006年4月28日 - 設立。
- 2006年5月19日 - 東京大学本郷キャンパスで設立総会を開催。
- 2006年11月 - コンピュータエンターテインメント協会会長の和田洋一と学会初代会長の馬場章との公開講座を開催。
- 2007年9月24日 - 28日 - デジタルゲームの国際学術会議「DiGRA 2007（The Third DiGRA International Conference）」を東京大学で開催。JAPAN国際コンテンツフェスティバル(Cofesta)のオフィシャルイベントであり、東京ゲームショウの翌週にCEDECと同時開催された。
- 2010年12月 - 第1回大会を開催。初回の日本デジタルゲーム学会賞は馬場章が受賞。